# پادکار

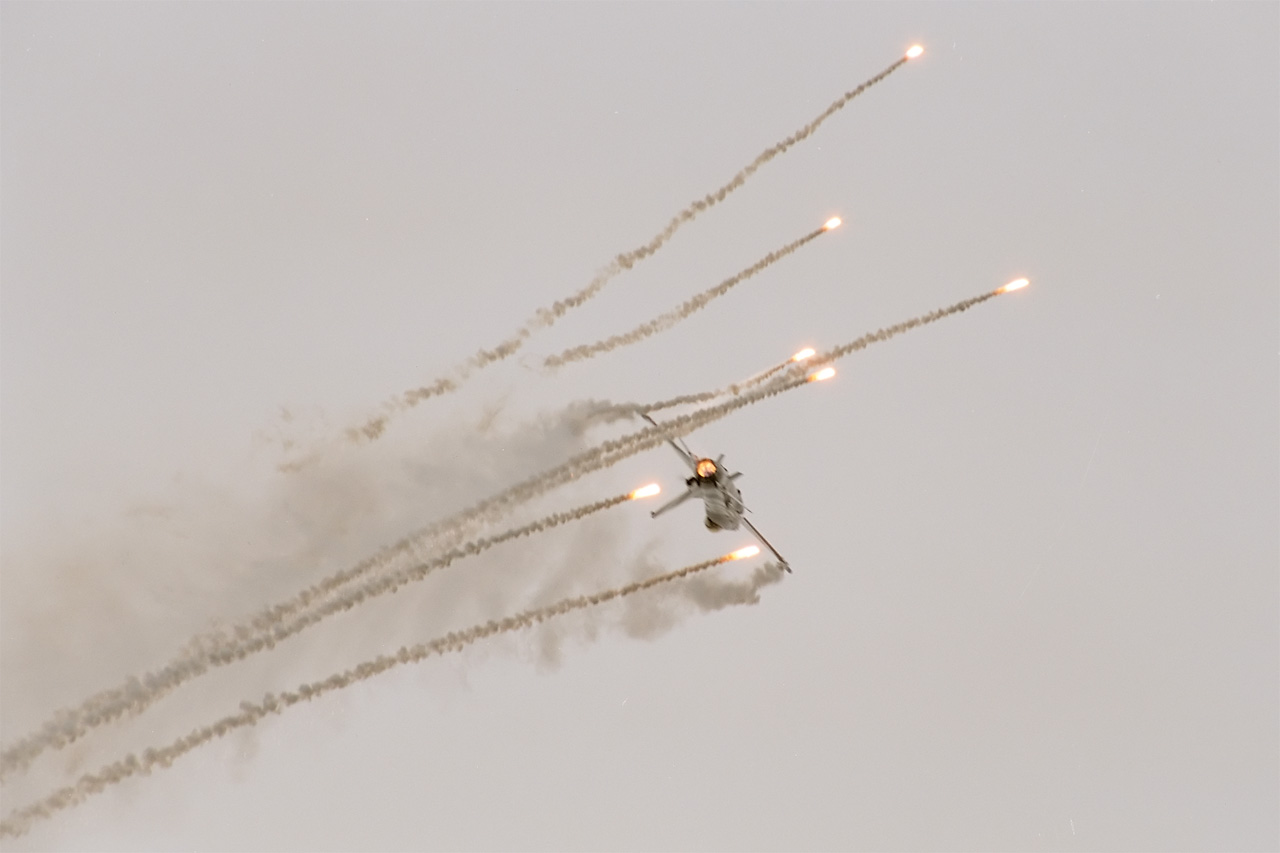
یک اف۱۶ نیروی هوایی سلطنتی هلند در حال شلیک پادکار (مُنوَّرها) به هنگام نمایش تکی در نمایش هوایی ردوم، سال ۲۰۰۵.

پادکار یا اقدام متقابل در علوم نظامی به سامانه‌ای گفته می‌شود که برای جلوگیری از به هدف خوردن یک جنگ‌افزار حسگر طراحی شده‌است.
پادکارها معمولاً شناسه‌های الکترومغناطیسی و صوتی هدف را تغییر می‌دهند تا بدین‌وسیله رفتار رهیابی و حسگرانه تهدیدکنندهٔ شلیک‌شده (برای نمونه موشک‌ها) را عوض کنند.
به این‌گونه اقدامات اصطلاحاً پادکارهای «نرم‌کُش» گفته می‌شود.
اقداماتی که به‌طور فیزیکی با یک تهدیدکننده درگیر می‌شوند و از این طریق سرجنگی یا بار مفید آن را نابود یا مسیرگردانی می‌کنند اصطلاحاً پادکارهای «سخت‌کش» نامیده می‌شوند.